# Ruiterstandbeeld van maarschalk Mannerheim

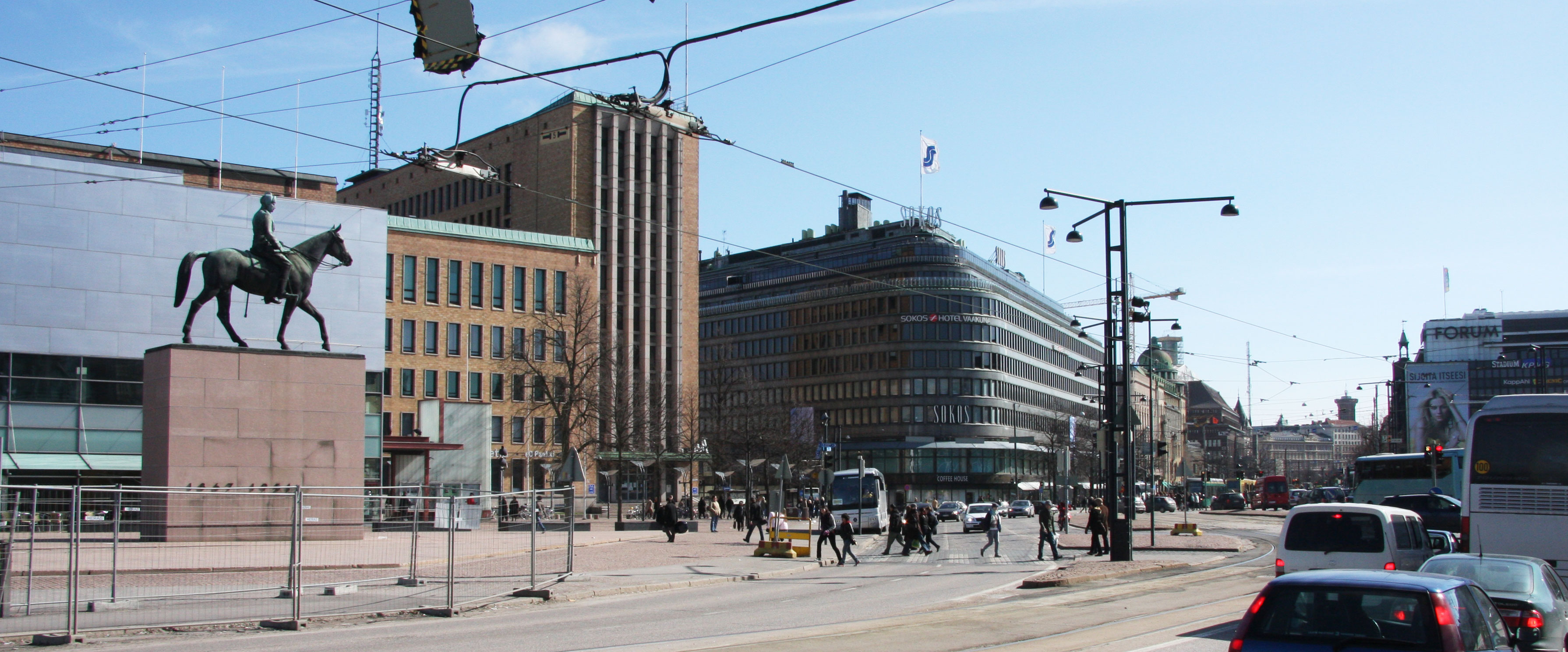
Overzicht over het plein met op de achtergrond het Kiasmamuseum

Het ruiterstandbeeld van maarschalk Mannerheim is een monument op het plein Mannerheiminaukio langs de Mannerheimintie, in het centrum van Helsinki in Finland.

## Algemeen
Het ruiterstandbeeld is gemaakt uit brons en toont maarschalk Carl Gustaf Mannerheim, Finlands beroemde chef-staf en later president van Finland. Mannerheim leidde de Finse troepen op het einde van de Eerste Wereldoorlog tijdens de Finse Burgeroorlog en nogmaals tijdens de Tweede Wereldoorlog.

## De inzameling voor het standbeeld
Met instemming van Mannerheim werd in 1937 een fonds opgericht om de bouw van een ruiterstandbeeld - het eerste in Finland - ter ere van hem te financieren. Het project werd opgeschort bij het uitbreken van de Tweede Wereldoorlog. Na zijn overlijden in 1951 werd het project voor het ruiterstandbeeld heropgestart op initiatief van de studentenvereniging van universiteit van Helsinki. De inzameling had de intentie om het bewustzijn van het publiek te vergroten over de daden van Mannerheim en het standbeeld te bouwen. 737.503 mensen doneerden aan het project en in 1952 was er 78 miljoen mark ingezameld. Er werd een wedstrijd georganiseerd en de oprichting van het standbeeld werd toevertrouwd aan de winnaar Aimo Tukiainen, geassisteerd door Heikki Häiväoja, Kain Tapper en Osmo Sipari. Dankzij de inzameling kon ook het geboortehuis van Mannerheim op Louhisaari gekocht worden en monumenten opgericht worden in andere Finse steden zoals Mikkeli, Lahti en Turku.

## Het standbeeld
De maarschalk wordt voorgesteld te paard, terwijl hij werd opgeleid aan de cavalerieschool Nicholas in Sint-Petersburg. Hij leidde ook cavalerie-eenheden waaronder de 12e Russische Cavaleriedivisie en het 6de Russische Cavaleriekorps.
Het standbeeld werd ingehuldigd op 4 juni 1960 en is 5,40 meter op 11,70 meter groot (inclusief sokkel). De oprichting van het museum van hedendaagse kunst Kiasma nabij het standbeeld, was tijdens de bouw in de jaren 1990 het onderwerp van een aantal debatten.